# Janice Cayman
Janice Cayman (Brasschaat, 12 ottobre 1988) è una calciatrice belga, attaccante del Leicester City e della nazionale belga.

## Carriera

### Club
Janice Cayman ha iniziato a giocare a calcio all'età di 5 anni. Dopo aver giocato nell'Excelsior Kaart, nel Lentezon Beerse e nell'OH Lovanio, nel 2007 si trasferì al Tienen, col quale vinse nella prima stagione sia il campionato belga sia la Coppa del Belgio. Nella stagione 2008-2009 col Tienen fece il suo esordio nell'edizione 2008-2009 della UEFA Women's Cup, la massima competizione continentale.
Nel 2009 si è trasferita negli Stati Uniti, giocando prima nella W-League col Pali Blues e poi dall'autunno nel FSU Seminoles. Nel gennaio 2012 tornò in Europa, accordandosi con la società francese del FCF Juvisy, partecipante alla Division 1 Féminine, la massima serie francese. Ha giocato per lo Juvisy per cinque stagioni consecutive, venendo schierata regolarmente da titolare. Con lo Juvisy ha avuto modo di tornare a giocare in Champions League nell'edizione 2012-2013, culminata col raggiungimento delle semifinali, perse contro l'Olympique Lione. Nella partita di ritorno degli ottavi di finale ha segnato la sua prima rete nella competizione, risultando decisiva nella vittoria per 2-1 con la quale le francesi hanno sconfitto ed eliminato le norvegesi dello Stabæk.
Nell'estate 2016 Cayman è tornata negli Stati Uniti, accordandosi col Western New York Flash per la seconda parte della stagione 2016 della National Women's Soccer League. Dopo aver concluso la stagione regolare al quarto posto, il Western NY Flash ha vinto i play-off, conquistando il campionato statunitense, sebbene Cayman sia rimasta in panchina sia in semifinale che in finale. Conclusa la seconda esperienza negli Stati Uniti, Cayman è tornata nel campionato francese, siglando un contratto col Montpellier all'inizio di gennaio 2017. A Montpellier Cayman ha giocato la seconda parte della stagione 2016-2017 e le due stagioni successive, scendendo in campo in tutte le partite di campionato. Nel febbraio 2018 Janice Cayman ha vinto la Scarpa d'oro belga come migliore calciatrice belga per l'anno 2017, precedendo Tessa Wullaert, vincitrice del trofeo l'anno prima, e Davina Philtjens.
Nell'estate 2019 Cayman ha lasciato il Montpellier per trasferirsi all'Olympique Lione. Alla prima stagione con la società lionese Cayman ha vinto ben quattro trofei: il Trophée des Championnes già a settembre, il campionato, la Coppa di Francia e la Champions League.

### Nazionale

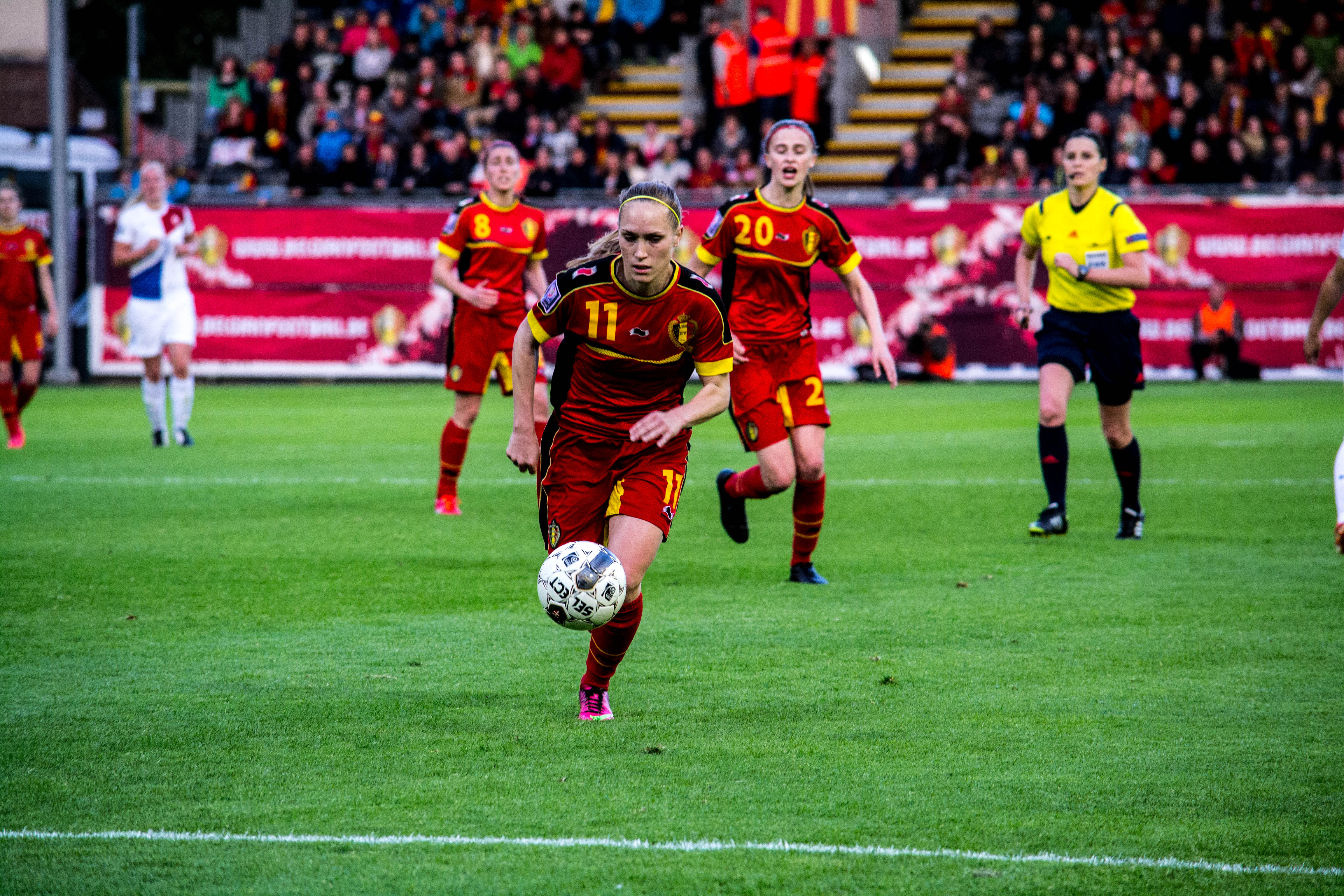
Janice Cayman in azione contro i Paesi Bassi nella partita del 7 maggio 2014 valida per le qualificazioni ai mondiali 2015.

Janice Cayman ha fatto parte delle selezioni giovanili del Belgio, giocando tre partite con la selezione Under-17 e sedici con la selezione Under-19, scendendo in campo nelle partite di qualificazione alle fasi finali dei campionati europei di categoria.
Dopo esser stata convocata per la prima volta da Ann Noë, selezionatrice della nazionale del Belgio, nel maggio 2007, Cayman ha fatto il suo esordio nella nazionale maggiore nei minuti finali della partita persa contro la Germania e valida per qualificazioni al campionato europeo 2009. Venne impiegata in quasi tutte le partite del girone di qualificazione, realizzando la sua prima rete in nazionale nella partita vinta per 3-1 sulla Svizzera il 27 aprile 2008. Con l'arrivo di Ives Serneels sulla panchina del Belgio nella primavera 2011, Cayman tornò ad essere convocata in nazionale dopo circa due anni. Negli anni successivi venne convocata regolarmente, giocando le varie amichevole, così come le partite dei gironi di qualificazione ai campionati europei 2013 e ai campionati mondiali 2015.

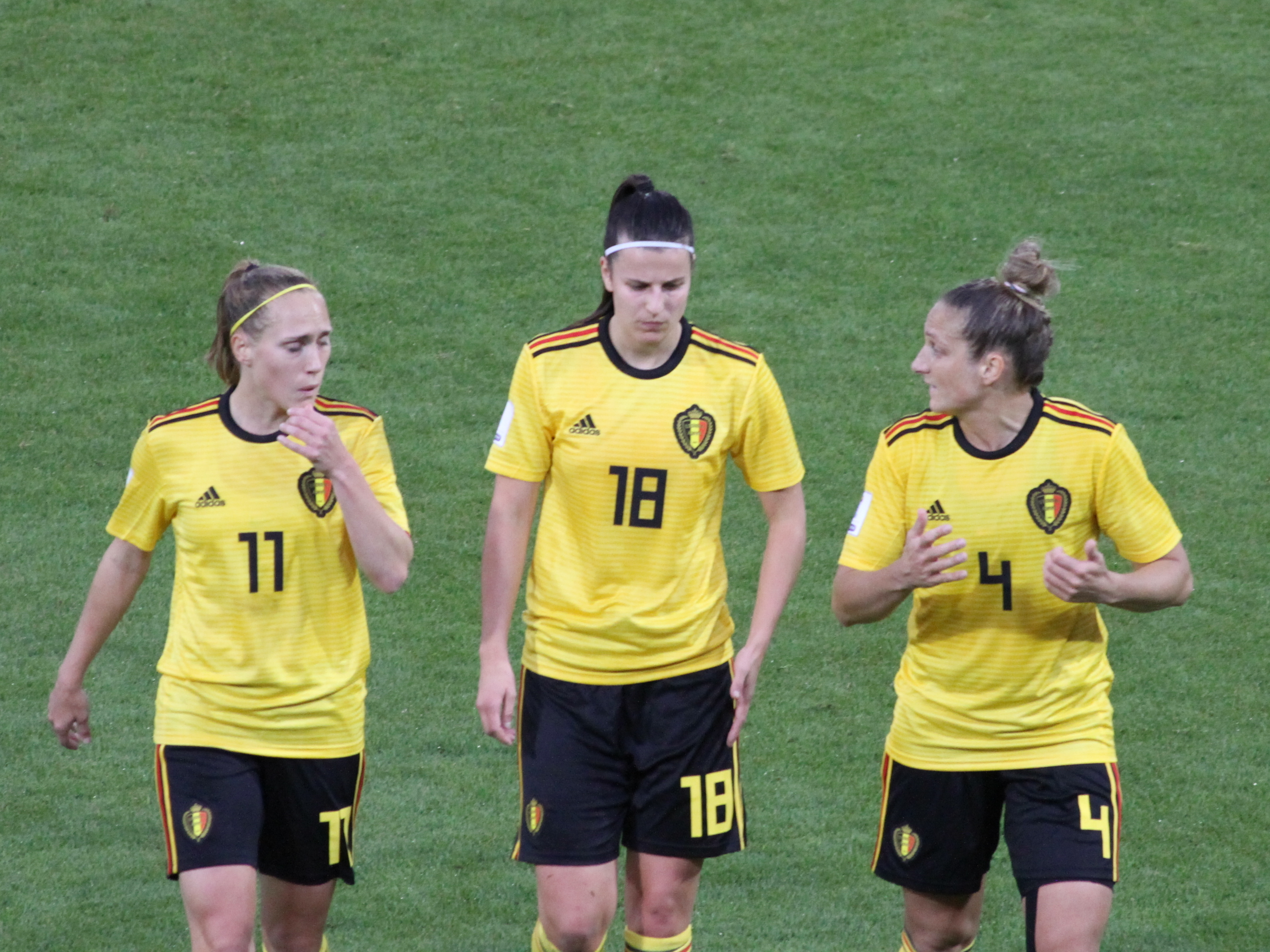
Janice Cayman, a sinistra, con De Neve e Coutereels nella partita contro l'Italia nella partita del 10 aprile 2018 valida per le qualificazioni ai mondiali 2019.

È stata poi inserita nella squadra che ha preso parte alla Cyprus Cup 2015, giocando tutte le partite del torneo, inclusa la finale persa ai tiri di rigore contro la Corea del Sud. Nell'anno successivo è stata convocata anche per l'Algarve Cup 2016, giocando pure in questa occasione tutte le partite del torneo e realizzando quattro reti, delle quali due nella finale per il quinto posto vinta per 5-0 sulla Russia, risultando essere la migliore marcatrice della competizione. Nel biennio 2015-2016 ha giocato in tutte le partite valide per le qualificazioni al campionato europeo 2017, concluse dal Belgio al secondo posto posto nel girone 7, con conseguente accesso alla fase finale per la prima volta nella storia delle red flames; nel corso delle qualificazioni Cayman ha realizzato quattro reti, migliore marcatrice del Belgio assieme a Tessa Wullaert. Dopo aver preso parte alla Cyprus Cup 2017 e alle amichevoli successive, è stata inserita da Serneels nella rosa della nazionale belga che ha partecipato alla fase finale del campionato europeo 2017, organizzato nei vicini Paesi Bassi. Cayman è scesa in campo in tutte e tre le partite giocate dalle red flames nel girone A, concluso con le sconfitte contro Danimarca e Paesi Bassi e la vittoria sulla Norvegia, alla quale ha contribuito con una rete, ma non sufficiente al Belgio per passare alla fase a eliminazione diretta.
Il 19 settembre 2017 ha giocato e realizzato quattro reti nella partita vinta per 12-0 dal Belgio sulla Moldavia, valida per le qualificazioni al campionato mondiale 2019, e che ha rappresentato la vittoria più larga della nazionale belga fino ad allora ottenuta. Dopo aver contribuito con nove reti al secondo posto nel girone di qualificazione al campionato mondiale 2019, migliore marcatrice belga e del girone, e nonostante una sua rete nella partita di andata della semifinale dei play-off, il Belgio è stato eliminato dalla Svizzera, mancando così l'accesso alla fase finale del campionato mondiale.
Cayman ha fatto parte della rosa che ha partecipato alla Cyprus Cup 2019 e all'Algarve Cup 2020. Il 12 novembre 2019 Cayman è stata premiata per la sua centesima partita con la maglia della nazionale del Belgio, in occasione della vittoria casalinga per 6-0 sulla Lituania, valida per le qualificazioni al campionato europeo 2022. Il 1º dicembre 2020 ha realizzato la quarta rete nella vittoria per 4-0 del Belgio sulla Svizzera, che ha decretato il primo posto nel girone di qualificazione e il conseguente accesso diretto alla fase finale del campionato europeo 2022. L'11 aprile 2021 ha giocato la 111ª partita con la maglia della nazionale, un'amichevole vinta 1-0 sull'Irlanda, eguagliando il record di presenze detenuto da Aline Zeler.

## Statistiche

### Presenze e reti nei club
Statistiche aggiornate al 17 novembre 2024.
| Stagione              | Squadra               | Campionato            | Campionato | Campionato | Coppe nazionali | Coppe nazionali | Coppe nazionali | Coppe internazionali | Coppe internazionali | Coppe internazionali | Altre coppe | Altre coppe | Altre coppe | Totale | Totale |
| Stagione              | Squadra               | Comp                  | Pres       | Reti       | Comp            | Pres            | Reti            | Comp                 | Pres                 | Reti                 | Comp        | Pres        | Reti        | Pres   | Reti   |
| --------------------- | --------------------- | --------------------- | ---------- | ---------- | --------------- | --------------- | --------------- | -------------------- | -------------------- | -------------------- | ----------- | ----------- | ----------- | ------ | ------ |
| gen.-giu. 2012        | FCF Juvisy            | D1                    | 7          | 2          | CF              | 2               | 2               | -                    | -                    | -                    | -           | -           | -           | 9      | 4      |
| 2012-2013             | FCF Juvisy            | D1                    | 21         | 7          | CF              | 3               | 4               | UWCL                 | 8                    | 2                    | -           | -           | -           | 32     | 13     |
| 2013-2014             | FCF Juvisy            | D1                    | 20         | 1          | CF              | 2               | 0               | -                    | -                    | -                    | -           | -           | -           | 22     | 1      |
| 2014-2015             | FCF Juvisy            | D1                    | 21         | 0          | CF              | 3               | 1               | -                    | -                    | -                    | -           | -           | -           | 24     | 1      |
| 2015-2016             | FCF Juvisy            | D1                    | 21         | 3          | CF              | 3               | 1               | -                    | -                    | -                    | -           | -           | -           | 24     | 4      |
| Totale FCF Juvisy     | Totale FCF Juvisy     | Totale FCF Juvisy     | 90         | 13         | -               | 13              | 8               | -                    | 8                    | 2                    | -           | -           | -           | 111    | 23     |
| lug.-dic. 2016        | Western NY Flash      | NWSL                  | 3          | 1          | -               | -               | -               | -                    | -                    | -                    | -           | -           | -           | 3      | 1      |
| gen.-lug. 2017        | Montpellier           | D1                    | 11         | 5          | CF              | 4               | 4               | -                    | -                    | -                    | -           | -           | -           | 15     | 9      |
| 2017-2018             | Montpellier           | D1                    | 22         | 5          | CF              | 3               | 0               | UWCL                 | 6                    | 1                    | -           | -           | -           | 31     | 6      |
| 2018-2019             | Montpellier           | D1                    | 22         | 8          | CF              | 1               | 0               | -                    | -                    | -                    | -           | -           | -           | 23     | 8      |
| Totale Montpellier    | Totale Montpellier    | Totale Montpellier    | 55         | 18         | -               | 8               | 4               | -                    | 6                    | 1                    | -           | -           | -           | 69     | 23     |
| 2019-2020             | Olympique Lione       | D1                    | 4          | 0          | CF              | 3               | 1               | UWCL                 | 2                    | 0                    | TC          | 0           | 0           | 9      | 1      |
| 2020-2021             | Olympique Lione       | D1                    | 11         | 2          | CF              | 0               | 0               | UWCL                 | 5                    | 1                    | -           | -           | -           | 16     | 3      |
| 2021-2022             | Olympique Lione       | D1                    | 19         | 2          | CF              | 1               | 0               | UWCL                 | 11                   | 2                    | -           | -           | -           | 31     | 4      |
| 2022-2023             | Olympique Lione       | D1                    | 15         | 2          | CF              | 2               | 2               | UWCL                 | 6                    | 0                    | TC          | 1           | 0           | 24     | 4      |
| Totale O. Lione       | Totale O. Lione       | Totale O. Lione       | 49         | 6          | -               | 6               | 3               | -                    | 24                   | 3                    | -           | 1           | 0           | 80     | 12     |
| 2023-2024             | Leicester City        | WSL                   | 21         | 4          | CI              | 4               | 2               | -                    | -                    | -                    | LC          | 4           | 1           | 29     | 7      |
| 2024-2025             | Leicester City        | WSL                   | 8          | 0          | CI              | -               | -               | -                    | -                    | -                    | LC          | 0           | 0           | 8      | 0      |
| Totale Leicester City | Totale Leicester City | Totale Leicester City | 29         | 4          | -               | 4               | 2               | -                    | -                    | -                    | -           | 4           | 1           | 37     | 7      |
| Totale carriera       | Totale carriera       | Totale carriera       | 226        | 42         | -               | 31              | 17              | -                    | 38                   | 6                    | -           | 5           | 1           | 300    | 66     |

### Cronologia presenze e reti in nazionale
| Cronologia completa delle presenze e delle reti in nazionale ― Belgio | Cronologia completa delle presenze e delle reti in nazionale ― Belgio | Cronologia completa delle presenze e delle reti in nazionale ― Belgio | Cronologia completa delle presenze e delle reti in nazionale ― Belgio | Cronologia completa delle presenze e delle reti in nazionale ― Belgio | Cronologia completa delle presenze e delle reti in nazionale ― Belgio | Cronologia completa delle presenze e delle reti in nazionale ― Belgio | Cronologia completa delle presenze e delle reti in nazionale ― Belgio |
| Data                                                                  | Città                                                                 | In casa                                                               | Risultato                                                             | Ospiti                                                                | Competizione                                                          | Reti                                                                  | Note                                                                  |
| --------------------------------------------------------------------- | --------------------------------------------------------------------- | --------------------------------------------------------------------- | --------------------------------------------------------------------- | --------------------------------------------------------------------- | --------------------------------------------------------------------- | --------------------------------------------------------------------- | --------------------------------------------------------------------- |
| 28-10-2007                                                            | Lubecca                                                               | Germania                                                              | 3 – 0                                                                 | Belgio                                                                | Qual. Euro 2009                                                       | -                                                                     | 83’                                                                   |
| 31-10-2007                                                            | Dessel                                                                | Belgio                                                                | 1 – 0                                                                 | Galles                                                                | Qual. Euro 2009                                                       | -                                                                     | 45’                                                                   |
| 17-2-2008                                                             | Barry                                                                 | Galles                                                                | 0 – 1                                                                 | Belgio                                                                | Qual. Euro 2009                                                       | -                                                                     |                                                                       |
| 9-8-2008                                                              | Tienen                                                                | Belgio                                                                | 0 – 1                                                                 | Scozia                                                                | Amichevole                                                            | -                                                                     | 85’                                                                   |
| 23-4-2008                                                             | Maasmechelen                                                          | Belgio                                                                | 2 – 2                                                                 | Paesi Bassi                                                           | Qual. Euro 2009                                                       | -                                                                     | 84’                                                                   |
| 27-4-2008                                                             | Ath                                                                   | Belgio                                                                | 3 – 1                                                                 | Svizzera                                                              | Qual. Euro 2009                                                       | 1                                                                     | 74’                                                                   |
| 7-5-2008                                                              | Eupen                                                                 | Belgio                                                                | 0 – 5                                                                 | Germania                                                              | Qual. Euro 2009                                                       | -                                                                     |                                                                       |
| 27-9-2008                                                             | Volendam                                                              | Paesi Bassi                                                           | 3 – 0                                                                 | Belgio                                                                | Qual. Euro 2009                                                       | -                                                                     | 78’                                                                   |
| 27-3-2009                                                             | Lovanio                                                               | Belgio                                                                | 1 – 2                                                                 | Romania                                                               | Amichevole                                                            | -                                                                     | 64’                                                                   |
| 29-3-2009                                                             | [[ ]]                                                                 | Belgio                                                                | 0 – 0                                                                 | Romania                                                               | Amichevole                                                            | -                                                                     | 60’                                                                   |
| 24-5-2011                                                             | [[ ]]                                                                 | Belgio                                                                | 1 – 0                                                                 | Corea del Nord                                                        | Amichevole                                                            | 1                                                                     | 75’                                                                   |
| 15-6-2011                                                             | Nieuwpoort                                                            | Belgio                                                                | 1 – 2                                                                 | Francia                                                               | Amichevole                                                            | -                                                                     | 72’                                                                   |
| 18-6-2011                                                             | Calais                                                                | Francia                                                               | 7 – 0                                                                 | Belgio                                                                | Amichevole                                                            | -                                                                     |                                                                       |
| 15-2-2012                                                             | Dessel                                                                | Belgio                                                                | 2 – 2                                                                 | Irlanda del Nord                                                      | Qual. Euro 2013                                                       | -                                                                     |                                                                       |
| 4-4-2012                                                              | Dessel                                                                | Belgio                                                                | 1 – 0                                                                 | Islanda                                                               | Qual. Euro 2013                                                       | -                                                                     |                                                                       |
| 9-6-2012                                                              | Koksijde                                                              | Belgio                                                                | 2 – 2                                                                 | Corea del Nord                                                        | Amichevole                                                            | 1                                                                     |                                                                       |
| 20-6-2012                                                             | Szombathely                                                           | Ungheria                                                              | 1 – 3                                                                 | Belgio                                                                | Qual. Euro 2013                                                       | 1                                                                     |                                                                       |
| 5-8-2012                                                              | Beringen                                                              | Belgio                                                                | 1 – 1                                                                 | Galles                                                                | Amichevole                                                            | -                                                                     |                                                                       |
| 8-8-2012                                                              | Verviers                                                              | Belgio                                                                | 3 – 5                                                                 | Galles                                                                | Amichevole                                                            | -                                                                     |                                                                       |
| 15-9-2012                                                             | Oslo                                                                  | Norvegia                                                              | 3 – 2                                                                 | Belgio                                                                | Qual. Euro 2013                                                       | -                                                                     |                                                                       |
| 19-9-2012                                                             | Belfast                                                               | Irlanda del Nord                                                      | 0 – 2                                                                 | Belgio                                                                | Qual. Euro 2013                                                       | 1                                                                     |                                                                       |
| 9-2-2013                                                              | Waregem                                                               | Belgio                                                                | 2 – 3                                                                 | Paesi Bassi                                                           | Amichevole                                                            | -                                                                     |                                                                       |
| 13-2-2013                                                             | [[ ]]                                                                 | Belgio                                                                | 2 – 0                                                                 | Austria                                                               | Amichevole                                                            | -                                                                     |                                                                       |
| 2-6-2013                                                              | Tubize                                                                | Belgio                                                                | 3 – 0                                                                 | Ucraina                                                               | Amichevole                                                            | -                                                                     | 60’                                                                   |
| 14-8-2013                                                             | Bad Waltersdorf                                                       | Austria                                                               | 2 – 1                                                                 | Belgio                                                                | Amichevole                                                            | -                                                                     | 46’                                                                   |
| 21-9-2013                                                             | Bruxelles                                                             | Belgio                                                                | 2 – 0                                                                 | Albania                                                               | Qual. Mondiali 2015                                                   | -                                                                     |                                                                       |
| 25-9-2013                                                             | Oslo                                                                  | Norvegia                                                              | 4 – 1                                                                 | Belgio                                                                | Qual. Mondiali 2015                                                   | -                                                                     | 46’                                                                   |
| 26-10-2013                                                            | Livadia                                                               | Grecia                                                                | 1 – 7                                                                 | Belgio                                                                | Qual. Mondiali 2015                                                   | -                                                                     | 67’                                                                   |
| 31-10-2013                                                            | Anversa                                                               | Belgio                                                                | 4 – 1                                                                 | Portogallo                                                            | Qual. Mondiali 2015                                                   | -                                                                     | 46’                                                                   |
| 8-2-2014                                                              | [[ ]]                                                                 | Belgio                                                                | 1 – 0                                                                 | Polonia                                                               | Amichevole                                                            | -                                                                     | 59’                                                                   |
| 12-2-2014                                                             | Zwolle                                                                | Paesi Bassi                                                           | 1 – 1                                                                 | Belgio                                                                | Qual. Mondiali 2015                                                   | -                                                                     | 61’                                                                   |
| 5-4-2014                                                              | Durazzo                                                               | Albania                                                               | 0 – 6                                                                 | Belgio                                                                | Qual. Mondiali 2015                                                   | -                                                                     |                                                                       |
| 10-4-2014                                                             | Lovanio                                                               | Belgio                                                                | 1 – 2                                                                 | Norvegia                                                              | Qual. Mondiali 2015                                                   | -                                                                     |                                                                       |
| 7-5-2014                                                              | Lovanio                                                               | Belgio                                                                | 0 – 2                                                                 | Paesi Bassi                                                           | Qual. Mondiali 2015                                                   | -                                                                     |                                                                       |
| 13-9-2014                                                             | Lovanio                                                               | Belgio                                                                | 11 – 0                                                                | Grecia                                                                | Qual. Mondiali 2015                                                   | 1                                                                     |                                                                       |
| 17-9-2014                                                             | Abrantes                                                              | Portogallo                                                            | 0 – 1                                                                 | Belgio                                                                | Qual. Mondiali 2015                                                   | -                                                                     |                                                                       |
| 22-9-2014                                                             | Sosnowiec                                                             | Polonia                                                               | 1 – 4                                                                 | Belgio                                                                | Amichevole                                                            | 1                                                                     |                                                                       |
| 11-2-2015                                                             | San Pedro del Pinatar                                                 | Spagna                                                                | 2 – 1                                                                 | Belgio                                                                | Amichevole                                                            | -                                                                     | 56’                                                                   |
| 4-3-2015                                                              | Paralimni                                                             | Rep. Ceca                                                             | 2 – 2                                                                 | Belgio                                                                | Cyprus Cup 2015                                                       | -                                                                     |                                                                       |
| 6-3-2015                                                              | Paralimni                                                             | Belgio                                                                | 0 – 1                                                                 | Sudafrica                                                             | Cyprus Cup 2015                                                       | -                                                                     |                                                                       |
| 9-3-2015                                                              | Paralimni                                                             | Messico                                                               | 0 – 0                                                                 | Belgio                                                                | Cyprus Cup 2015                                                       | -                                                                     |                                                                       |
| 11-3-2015                                                             | Paralimni                                                             | Corea del Sud                                                         | 1 – 1 (5 - 3 dtr)                                                     | Belgio                                                                | Cyprus Cup 2015 - Finale 11º posto                                    | -                                                                     |                                                                       |
| 23-5-2015                                                             | Sint-Truiden                                                          | Belgio                                                                | 3 – 2                                                                 | Norvegia                                                              | Amichevole                                                            | -                                                                     |                                                                       |
| 16-9-2015                                                             | Tubize                                                                | Belgio                                                                | 5 – 0                                                                 | Polonia                                                               | Amichevole                                                            | -                                                                     |                                                                       |
| 22-9-2015                                                             | Lovanio                                                               | Belgio                                                                | 6 – 0                                                                 | Bosnia ed Erzegovina                                                  | Qual. Euro 2017                                                       | 1                                                                     |                                                                       |
| 27-10-2015                                                            | Zenica                                                                | Bosnia ed Erzegovina                                                  | 0 – 5                                                                 | Belgio                                                                | Qual. Euro 2017                                                       | -                                                                     |                                                                       |
| 30-11-2015                                                            | Lovanio                                                               | Belgio                                                                | 1 – 1                                                                 | Serbia                                                                | Qual. Euro 2017                                                       | -                                                                     |                                                                       |
| 2-3-2016                                                              | Lagos                                                                 | Islanda                                                               | 2 – 1                                                                 | Belgio                                                                | Algarve Cup 2016                                                      | 1                                                                     |                                                                       |
| 4-3-2016                                                              | Vila Real de Santo António                                            | Canada                                                                | 1 – 0                                                                 | Belgio                                                                | Algarve Cup 2016                                                      | -                                                                     |                                                                       |
| 7-3-2016                                                              | Albufeira                                                             | Danimarca                                                             | 1 – 2                                                                 | Belgio                                                                | Algarve Cup 2016                                                      | 1                                                                     |                                                                       |
| 9-3-2016                                                              | Vila Real de Santo António                                            | Belgio                                                                | 5 – 0                                                                 | Russia                                                                | Algarve Cup 2016 - Finale 5º posto                                    | 2                                                                     | 80’                                                                   |
| 8-4-2016                                                              | Rotherham                                                             | Inghilterra                                                           | 1 – 1                                                                 | Belgio                                                                | Qual. Euro 2017                                                       | 1                                                                     |                                                                       |
| 12-4-2016                                                             | Lovanio                                                               | Belgio                                                                | 6 – 0                                                                 | Estonia                                                               | Qual. Euro 2017                                                       | -                                                                     | 46’                                                                   |
| 3-6-2016                                                              | Tartu                                                                 | Estonia                                                               | 0 – 5                                                                 | Belgio                                                                | Qual. Euro 2017                                                       | 2                                                                     |                                                                       |
| 15-9-2016                                                             | Stara Pazova                                                          | Serbia                                                                | 1 – 3                                                                 | Belgio                                                                | Qual. Euro 2017                                                       | -                                                                     |                                                                       |
| 20-9-2016                                                             | Lovanio                                                               | Belgio                                                                | 0 – 2                                                                 | Inghilterra                                                           | Qual. Euro 2017                                                       | -                                                                     |                                                                       |
| 20-10-2016                                                            | Tubize                                                                | Belgio                                                                | 3 – 0                                                                 | Russia                                                                | Amichevole                                                            | -                                                                     |                                                                       |
| 23-10-2016                                                            | Tubize                                                                | Belgio                                                                | 3 – 1                                                                 | Russia                                                                | Amichevole                                                            | 1                                                                     |                                                                       |
| 24-11-2016                                                            | Lovanio                                                               | Belgio                                                                | 3 – 2                                                                 | Paesi Bassi                                                           | Amichevole                                                            | 1                                                                     | 90’                                                                   |
| 28-11-2016                                                            | Tubize                                                                | Belgio                                                                | 1 – 3                                                                 | Danimarca                                                             | Amichevole                                                            | -                                                                     | 46’, cap.                                                             |
| 1-3-2017                                                              | Larnaca                                                               | Belgio                                                                | 2 – 2                                                                 | Svizzera                                                              | Cyprus Cup 2017                                                       | 1                                                                     |                                                                       |
| 3-3-2017                                                              | Larnaca                                                               | Italia                                                                | 1 – 4                                                                 | Belgio                                                                | Cyprus Cup 2017                                                       | -                                                                     | 85’, cap.                                                             |
| 6-3-2017                                                              | Nicosia                                                               | Corea del Nord                                                        | 4 – 1                                                                 | Belgio                                                                | Cyprus Cup 2017                                                       | -                                                                     | 57’                                                                   |
| 8-3-2017                                                              | Larnaca                                                               | Belgio                                                                | 1 – 1 (3 - 2 dtr)                                                     | Austria                                                               | Cyprus Cup 2017 - Finale 7º posto                                     | -                                                                     | cap.                                                                  |
| 8-4-2017                                                              | Eupen                                                                 | Belgio                                                                | 1 – 4                                                                 | Spagna                                                                | Amichevole                                                            | 1                                                                     | cap.                                                                  |
| 11-4-2017                                                             | Lovanio                                                               | Belgio                                                                | 5 – 0                                                                 | Scozia                                                                | Amichevole                                                            | -                                                                     |                                                                       |
| 13-6-2017                                                             | Lovanio                                                               | Belgio                                                                | 1 – 1                                                                 | Giappone                                                              | Amichevole                                                            | -                                                                     | 90’                                                                   |
| 30-6-2017                                                             | Murcia                                                                | Spagna                                                                | 7 – 0                                                                 | Belgio                                                                | Amichevole                                                            | -                                                                     |                                                                       |
| 7-7-2017                                                              | Montpellier                                                           | Francia                                                               | 2 – 0                                                                 | Belgio                                                                | Amichevole                                                            | -                                                                     |                                                                       |
| 11-7-2017                                                             | Denderleeuw                                                           | Belgio                                                                | 2 – 0                                                                 | Russia                                                                | Amichevole                                                            | 1                                                                     |                                                                       |
| 16-7-2017                                                             | Doetinchem                                                            | Danimarca                                                             | 1 – 0                                                                 | Belgio                                                                | Euro 2017 - Fase a gironi                                             | -                                                                     |                                                                       |
| 20-7-2017                                                             | Breda                                                                 | Norvegia                                                              | 0 – 2                                                                 | Belgio                                                                | Euro 2017 - Fase a gironi                                             | 1                                                                     | 90’                                                                   |
| 24-7-2017                                                             | Tilburg                                                               | Belgio                                                                | 1 – 2                                                                 | Paesi Bassi                                                           | Euro 2017 - Fase a gironi                                             | -                                                                     |                                                                       |
| 19-9-2017                                                             | Lovanio                                                               | Belgio                                                                | 12 – 0                                                                | Moldavia                                                              | Qual. Mondiali 2019                                                   | 4                                                                     | cap.                                                                  |
| 20-10-2017                                                            | Lovanio                                                               | Belgio                                                                | 3 – 2                                                                 | Romania                                                               | Qual. Mondiali 2019                                                   | 2                                                                     | cap.                                                                  |
| 24-10-2017                                                            | Penafiel                                                              | Portogallo                                                            | 0 – 1                                                                 | Belgio                                                                | Qual. Mondiali 2019                                                   | -                                                                     |                                                                       |
| 28-2-2018                                                             | Larnaca                                                               | Belgio                                                                | 1 – 2                                                                 | Rep. Ceca                                                             | Cyprus Cup 2018                                                       | -                                                                     |                                                                       |
| 2-3-2018                                                              | Larnaca                                                               | Spagna                                                                | 0 – 0                                                                 | Belgio                                                                | Cyprus Cup 2018                                                       | -                                                                     | 78’                                                                   |
| 5-3-2018                                                              | Larnaca                                                               | Belgio                                                                | 2 – 0                                                                 | Austria                                                               | Cyprus Cup 2018                                                       | -                                                                     | cap.                                                                  |
| 7-3-2018                                                              | Larnaca                                                               | Sudafrica                                                             | 1 – 2                                                                 | Belgio                                                                | Cyprus Cup 2018 - Finale 5º posto                                     | -                                                                     | 62’                                                                   |
| 6-4-2018                                                              | Lovanio                                                               | Belgio                                                                | 1 – 1                                                                 | Portogallo                                                            | Qual. Mondiali 2019                                                   | -                                                                     | cap.                                                                  |
| 10-4-2018                                                             | Ferrara                                                               | Italia                                                                | 2 – 1                                                                 | Belgio                                                                | Qual. Mondiali 2019                                                   | 1                                                                     | cap.                                                                  |
| 10-6-2018                                                             | Chișinău                                                              | Moldavia                                                              | 0 – 7                                                                 | Belgio                                                                | Qual. Mondiali 2019                                                   | 2                                                                     |                                                                       |
| 31-8-2018                                                             | Botoșani                                                              | Romania                                                               | 0 – 1                                                                 | Belgio                                                                | Qual. Mondiali 2019                                                   | -                                                                     |                                                                       |
| 4-9-2018                                                              | Lovanio                                                               | Belgio                                                                | 2 – 1                                                                 | Italia                                                                | Qual. Mondiali 2019                                                   | -                                                                     | 90’                                                                   |
| 5-10-2018                                                             | Lovanio                                                               | Belgio                                                                | 2 – 2                                                                 | Svizzera                                                              | Qual. Mondiali 2019 - Play-off                                        | 1                                                                     |                                                                       |
| 9-10-2018                                                             | Bienne                                                                | Svizzera                                                              | 1 – 1                                                                 | Belgio                                                                | Qual. Mondiali 2019 - Play-off                                        | -                                                                     |                                                                       |
| 17-1-2019                                                             | Cartagena                                                             | Spagna                                                                | 1 – 1                                                                 | Belgio                                                                | Amichevole                                                            | 1                                                                     | 77’                                                                   |
| 20-1-2019                                                             | San Pedro del Pinatar                                                 | Belgio                                                                | 1 – 0                                                                 | Irlanda                                                               | Amichevole                                                            | -                                                                     | cap.                                                                  |
| 27-2-2019                                                             | Larnaca                                                               | Belgio                                                                | 3 – 0                                                                 | Slovacchia                                                            | Cyprus Cup 2019                                                       | 2                                                                     |                                                                       |
| 1-3-2019                                                              | Larnaca                                                               | Austria                                                               | 0 – 0                                                                 | Belgio                                                                | Cyprus Cup 2019                                                       | -                                                                     | 85’                                                                   |
| 4-3-2019                                                              | Larnaca                                                               | Nigeria                                                               | 0 – 1                                                                 | Belgio                                                                | Cyprus Cup 2019                                                       | -                                                                     |                                                                       |
| 6-3-2019                                                              | Larnaca                                                               | Austria                                                               | 0 – 0 (2 - 3 dtr)                                                     | Belgio                                                                | Cyprus Cup 2019 - Finale 3º posto                                     | -                                                                     | 77’                                                                   |
| 8-4-2019                                                              | Los Angeles                                                           | Stati Uniti                                                           | 6 – 0                                                                 | Belgio                                                                | Amichevole                                                            | -                                                                     |                                                                       |
| 24-5-2019                                                             | Pylos-Nestoras                                                        | Grecia                                                                | 1 – 2                                                                 | Belgio                                                                | Amichevole                                                            | -                                                                     | 75’                                                                   |
| 1-6-2019                                                              | Lovanio                                                               | Belgio                                                                | 6 – 1                                                                 | Thailandia                                                            | Amichevole                                                            | 1                                                                     |                                                                       |
| 29-8-2019                                                             | Lovanio                                                               | Belgio                                                                | 3 – 3                                                                 | Inghilterra                                                           | Amichevole                                                            | -                                                                     |                                                                       |
| 3-9-2019                                                              | Lovanio                                                               | Belgio                                                                | 6 – 1                                                                 | Croazia                                                               | Qual. Euro 2022                                                       | 3                                                                     | 84’                                                                   |
| 8-10-2019                                                             | Cluj-Napoca                                                           | Romania                                                               | 0 – 1                                                                 | Belgio                                                                | Qual. Euro 2022                                                       | -                                                                     |                                                                       |
| 8-11-2019                                                             | Zaprešić                                                              | Croazia                                                               | 1 – 4                                                                 | Belgio                                                                | Qual. Euro 2022                                                       | -                                                                     | 86’                                                                   |
| 12-11-2019                                                            | Lovanio                                                               | Belgio                                                                | 6 – 0                                                                 | Lituania                                                              | Qual. Euro 2022                                                       | -                                                                     |                                                                       |
| 4-3-2020                                                              | Parchal                                                               | Nuova Zelanda                                                         | 1 – 1 (7 - 6 dtr)                                                     | Belgio                                                                | Algarve Cup 2020 - Prima fase                                         | -                                                                     |                                                                       |
| 7-3-2020                                                              | Parchal                                                               | Belgio                                                                | 1 – 0                                                                 | Portogallo                                                            | Algarve Cup 2020 - Seconda fase                                       | -                                                                     | 66’                                                                   |
| 10-3-2020                                                             | Lagos                                                                 | Belgio                                                                | 0 – 4                                                                 | Danimarca                                                             | Algarve Cup 2020 - Finale 5º posto                                    | -                                                                     |                                                                       |
| 18-9-2020                                                             | Lovanio                                                               | Belgio                                                                | 6 – 1                                                                 | Romania                                                               | Qual. Euro 2022                                                       | 1                                                                     |                                                                       |
| 22-9-2020                                                             | Thun                                                                  | Svizzera                                                              | 2 – 1                                                                 | Belgio                                                                | Qual. Euro 2022                                                       | -                                                                     |                                                                       |
| 27-10-2020                                                            | Marijampolė                                                           | Lituania                                                              | 0 – 9                                                                 | Belgio                                                                | Qual. Euro 2022                                                       | -                                                                     | 77’                                                                   |
| 1-12-2020                                                             | Lovanio                                                               | Belgio                                                                | 4 – 0                                                                 | Svizzera                                                              | Qual. Euro 2022                                                       | 1                                                                     |                                                                       |
| 18-2-2021                                                             | Bruxelles                                                             | Belgio                                                                | 1 – 6                                                                 | Paesi Bassi                                                           | Amichevole                                                            | -                                                                     |                                                                       |
| 21-2-2021                                                             | Aquisgrana                                                            | Germania                                                              | 2 – 0                                                                 | Belgio                                                                | Amichevole                                                            | -                                                                     |                                                                       |
| 8-4-2021                                                              | Bruxelles                                                             | Belgio                                                                | 0 – 2                                                                 | Norvegia                                                              | Amichevole                                                            | -                                                                     | 46’                                                                   |
| 11-4-2021                                                             | Bruxelles                                                             | Belgio                                                                | 1 – 0                                                                 | Irlanda                                                               | Amichevole                                                            | -                                                                     |                                                                       |
| 10-6-2021                                                             | Madrid                                                                | Spagna                                                                | 3 – 0                                                                 | Belgio                                                                | Amichevole                                                            | -                                                                     | cap.                                                                  |
| 13-6-2021                                                             | Wiltz                                                                 | Lussemburgo                                                           | 0 – 1                                                                 | Belgio                                                                | Amichevole                                                            | -                                                                     | 68’                                                                   |
| 17-9-2021                                                             | Danzica                                                               | Polonia                                                               | 1 – 1                                                                 | Belgio                                                                | Qual. Mondiali 2023                                                   | 1                                                                     |                                                                       |
| 21-9-2021                                                             | Bruxelles                                                             | Belgio                                                                | 7 – 0                                                                 | Albania                                                               | Qual. Mondiali 2023                                                   | 1                                                                     |                                                                       |
| 21-10-2021                                                            | Lovanio                                                               | Belgio                                                                | 7 – 0                                                                 | Kosovo                                                                | Qual. Mondiali 2023                                                   | 1                                                                     | 79’                                                                   |
| 26-10-2021                                                            | Oslo                                                                  | Norvegia                                                              | 4 – 0                                                                 | Belgio                                                                | Qual. Mondiali 2023                                                   | -                                                                     |                                                                       |
| 25-11-2021                                                            | Lovanio                                                               | Belgio                                                                | 19 – 0                                                                | Armenia                                                               | Qual. Mondiali 2023                                                   | 2                                                                     |                                                                       |
| 30-11-2021                                                            | Lovanio                                                               | Belgio                                                                | 4 – 0                                                                 | Polonia                                                               | Qual. Mondiali 2023                                                   | 1                                                                     |                                                                       |
| 16-2-2022                                                             | San Pedro del Pinatar                                                 | Slovacchia                                                            | 0 – 4                                                                 | Belgio                                                                | Pinatar Cup 2022                                                      | 1                                                                     | cap. 87’                                                              |
| 19-2-2022                                                             | San Pedro del Pinatar                                                 | Galles                                                                | 0 – 0 (1 - 3 dtr)                                                     | Belgio                                                                | Pinatar Cup 2022                                                      | -                                                                     | cap. 34’                                                              |
| 22-2-2022                                                             | San Pedro del Pinatar                                                 | Belgio                                                                | 0 – 0 (7 - 6 dtr)                                                     | Russia                                                                | Pinatar Cup 2022                                                      | -                                                                     | cap.                                                                  |
| 7-4-2022                                                              | Elbasan                                                               | Albania                                                               | 0 – 5                                                                 | Belgio                                                                | Qual. Mondiali 2023                                                   | -                                                                     |                                                                       |
| 12-4-2022                                                             | Pristina                                                              | Kosovo                                                                | 1 – 6                                                                 | Belgio                                                                | Qual. Mondiali 2023                                                   | -                                                                     |                                                                       |
| 23-6-2022                                                             | Lier                                                                  | Belgio                                                                | 4 – 1                                                                 | Irlanda del Nord                                                      | Amichevole                                                            | -                                                                     | 65’                                                                   |
| 26-6-2022                                                             | Lier                                                                  | Belgio                                                                | 0 – 1                                                                 | Austria                                                               | Amichevole                                                            | -                                                                     |                                                                       |
| 10-7-2022                                                             | Manchester                                                            | Belgio                                                                | 1 – 1                                                                 | Islanda                                                               | Euro 2022 - Fase a gironi                                             | -                                                                     |                                                                       |
| 14-7-2022                                                             | Rotherham                                                             | Francia                                                               | 2 – 1                                                                 | Belgio                                                                | Euro 2022 - Fase a gironi                                             | 1                                                                     |                                                                       |
| 18-7-2022                                                             | Manchester                                                            | Italia                                                                | 0 – 1                                                                 | Belgio                                                                | Euro 2022 - Fase a gironi                                             | -                                                                     | 90+2’                                                                 |
| 22-7-2022                                                             | Leigh                                                                 | Svezia                                                                | 1 – 0                                                                 | Belgio                                                                | Euro 2022 - Quarti di finale                                          | -                                                                     |                                                                       |
| 6-10-2022                                                             | Vizela                                                                | Portogallo                                                            | 2 – 1                                                                 | Belgio                                                                | Qual. Mondiali 2023 - Play-off                                        | -                                                                     | 20’ 90+2’                                                             |
| 12-11-2022                                                            | Bruxelles                                                             | Belgio                                                                | 7 – 0                                                                 | Slovacchia                                                            | Amichevole                                                            | -                                                                     |                                                                       |
| 16-2-2023                                                             | Milton Keynes                                                         | Italia                                                                | 1 – 2                                                                 | Belgio                                                                | Arnold Clark Cup 2023                                                 | -                                                                     |                                                                       |
| 19-2-2023                                                             | Coventry                                                              | Belgio                                                                | 2 – 1                                                                 | Corea del Sud                                                         | Arnold Clark Cup 2023                                                 | -                                                                     | 62’                                                                   |
| 22-2-2023                                                             | Bristol                                                               | Inghilterra                                                           | 6 – 1                                                                 | Belgio                                                                | Arnold Clark Cup 2023                                                 | -                                                                     |                                                                       |
| 7-4-2023                                                              | Wiener Neustadt                                                       | Austria                                                               | 3 – 2                                                                 | Belgio                                                                | Amichevole                                                            | -                                                                     | cap.                                                                  |
| 11-4-2023                                                             | Lovanio                                                               | Belgio                                                                | 2 – 2                                                                 | Slovenia                                                              | Amichevole                                                            | -                                                                     |                                                                       |
| 2-7-2023                                                              | Kerkrade                                                              | Paesi Bassi                                                           | 5 – 0                                                                 | Belgio                                                                | Amichevole                                                            | -                                                                     | cap. 76’                                                              |
| 22-9-2023                                                             | Lovanio                                                               | Belgio                                                                | 2 – 1                                                                 | Paesi Bassi                                                           | UEFA Women's Nations League 2023-2024 - 1º turno                      | -                                                                     | 76’                                                                   |
| 26-9-2023                                                             | Glasgow                                                               | Scozia                                                                | 1 – 1                                                                 | Belgio                                                                | UEFA Women's Nations League 2023-2024 - 1º turno                      | -                                                                     | 63’                                                                   |
| 27-10-2023                                                            | Leicester                                                             | Inghilterra                                                           | 1 – 0                                                                 | Belgio                                                                | UEFA Women's Nations League 2023-2024 - 1º turno                      | -                                                                     |                                                                       |
| 31-10-2023                                                            | Lovanio                                                               | Belgio                                                                | 3 – 2                                                                 | Inghilterra                                                           | UEFA Women's Nations League 2023-2024 - 1º turno                      | -                                                                     |                                                                       |
| 1-12-2023                                                             | Bruxelles                                                             | Belgio                                                                | 1 – 1                                                                 | Scozia                                                                | UEFA Women's Nations League 2023-2024 - 1º turno                      | -                                                                     |                                                                       |
| 5-12-2023                                                             | Tilburg                                                               | Paesi Bassi                                                           | 4 – 0                                                                 | Belgio                                                                | UEFA Women's Nations League 2023-2024 - 1º turno                      | -                                                                     |                                                                       |
| 23-2-2024                                                             | Felcsut                                                               | Ungheria                                                              | 1 – 5                                                                 | Belgio                                                                | UEFA Women's Nations League 2023-2024 - Play-off A-B                  | -                                                                     |                                                                       |
| 27-2-2024                                                             | Lovanio                                                               | Belgio                                                                | 5 – 1                                                                 | Ungheria                                                              | UEFA Women's Nations League 2023-2024 - Play-off A-B                  | -                                                                     |                                                                       |
| 9-4-2024                                                              | Viborg                                                                | Danimarca                                                             | 4 – 2                                                                 | Belgio                                                                | Qual. Euro 2025                                                       | -                                                                     |                                                                       |
| 31-5-2024                                                             | Praga                                                                 | Rep. Ceca                                                             | 1 – 2                                                                 | Belgio                                                                | Qual. Euro 2025                                                       | -                                                                     |                                                                       |
| 4-6-2024                                                              | Sint-Truiden                                                          | Belgio                                                                | 1 – 1                                                                 | Rep. Ceca                                                             | Qual. Euro 2025                                                       | -                                                                     | 61’                                                                   |
| 12-7-2024                                                             | Sint-Truiden                                                          | Belgio                                                                | 0 – 3                                                                 | Danimarca                                                             | Qual. Euro 2025                                                       | -                                                                     |                                                                       |
| 16-7-2024                                                             | La Coruña                                                             | Spagna                                                                | 2 – 0                                                                 | Belgio                                                                | Qual. Euro 2025                                                       | -                                                                     |                                                                       |
| 25-10-2024                                                            | Salonicco                                                             | Grecia                                                                | 0 – 0                                                                 | Belgio                                                                | Qual. Euro 2025                                                       | -                                                                     | 46’                                                                   |
| 29-10-2024                                                            | Lovanio                                                               | Belgio                                                                | 5 – 0                                                                 | Grecia                                                                | Qual. Euro 2025                                                       | -                                                                     |                                                                       |
| Totale                                                                |                                                                       | Presenze                                                              | 153                                                                   |                                                                       | Reti                                                                  | 48                                                                    |                                                                       |

## Palmarès

### Club

#### Competizioni nazionali
- Campionato francese: 3

Olympique Lione: 2019-2020, 2021-2022, 2022-2023
- Coppa di Francia: 2

Olympique Lione: 2019-2020, 2022-2023
- Supercoppa francese: 2

Olympique Lione: 2019, 2022
- UEFA Women's Champions League: 1

Olympique Lione: 2019-2020
- National Women's Soccer League: 1

Western New York Flash: 2016
- Campionato belga: 1

Tienen: 2008-2009
- Coppa del Belgio: 1

Tienen: 2008-2009

#### Competizioni internazionali
- UEFA Women's Champions League: 1

Olympique Lione: 2021-2022

### Nazionale
- Pinatar Cup: 1

2022

### Individuali
- Scarpa d'oro belga: 1

2017
- Capocannoniere dell'Algarve Cup: 1

2016 (4 reti)